# Plateau Markham
Ne doit pas être confondu avec Plateforme de glace de Markham.
Le plateau Markham est un plateau situé au sud du mont Markham, dans le chaînon de la Reine-Elizabeth en Antarctique.
Il est nommé d'après le mont Markham, lui-même ayant le nom de Clements Markham.